# Велика жупа Сидрага-Равні-Котари
Велика жупа Сидрага-Равні-Котари (хорв. Velika župa Sidraga-Ravni Kotari) — адміністративно-територіальна одиниця Незалежної Держави Хорватії (НДХ), що існувала на території нинішньої Хорватії з 1 грудня 1943 до 8 травня 1945 року.

## Адміністративний устрій
Адміністративним центром був Задар. Складалася з районів, які називалися «котари» або «котарські області» (хорв. kotarske oblasti) і збігалися в назві з їхніми адміністративними центрами. Райони були такі:
- Бенковаць
- Біоград
- Паг (5 липня 1944[3] відокремлений від великої жупи Винодол-Підгір'я, 13 грудня 1944 р. виділений із великої жупи Сидрага-Равні-Котари і тимчасово переданий великій жупі Ліка-Гацька)
- Преко (острів Углян)

Крім того, в окрему адміністративну одиницю було виділено місто Задар.
Цивільною адміністрацією у великій жупі керував великий жупан, якого призначав поглавник Анте Павелич.

## Історія
Перша офіційна назва великої жупи — Сидрага і Равні-Котари. З 1944 р. написання назви змінилося на «Сидрага-Равні-Котари».
Після падіння Італії передбачалося на підставі спеціальної постанови від 14 жовтня 1943 року створення великих жуп на раніше анексованій Італією території, щоб інтегрувати ці землі в адміністративно-територіальну систему НДХ. Зміни було проведено до початку листопада 1943 р. Засновано одну нову велику жупу, а багато інших розширили межі своїх територій. Чисельність великих жуп зросла до 23. Нова велика жупа Сидрага і Равні-Котари з центром у Задарі охопила залишену італійцями територію районів Бенковаць, Біоград, Преко і Задар. Проте у Задар зі своєю військовою адміністрацією увійшли німці, тому «тимчасовим» центром жупи став Земуник. 20 травня 1944 року у прибережній зоні було оголошено надзвичайний стан, який поширився на всю територію цієї великої жупи. Цивільну владу замінила військова. Питання цивільного управління перейшли до командувача військ берегової ділянки Ліки, а з 28 березня 1945 ці питання було передано спеціально призначеному при цьому командувачі керівникові цивільної адміністрації.